# Linamarin
Linamarin, ein Pflanzengift, ist ein cyanogenes Glycosid, welches aus den Blättern und der Wurzel von Pflanzen wie Maniok, der Limabohne oder dem Flachs isoliert wurde. Das Aglycon ist das Acetoncyanhydrin; der Zuckerbaustein ist Glucose. Ein chemisch mit Linamarin sehr verwandtes Glycosid ist Lotaustralin, welches ein geringfügig anderes Aglycon, Butanoncyanhydrin, besitzt.
Bei Kontakt mit Enzymen und der Darmflora im menschlichen Verdauungsapparat wird Linamarin zu der giftigen Blausäure zersetzt.
Der Konsum von Maniokprodukten mit geringem Gehalt an Linamarin ist in den Tieflandtropen weit verbreitet, und daher waren unzulänglich verarbeitete Maniokwurzeln mit hohem Linamarin-Gehalt die Ursache für dort vorkommende nahrungsmittelbedingte Vergiftungen. Besonders die oberen Bewegungsneuronen waren davon betroffen. Diese Erkrankung wurde als Konzo bekannt. Zunächst wurde die Erkrankung von Trolli und später durch eine Forschungsgruppe unter Hans Rosling beschrieben.
Die nahrungsmittelbedingte Aufnahme von Linamarin wurde als ein Risikofaktor zur Entwicklung von Glukoseintoleranz und Diabetes angesehen. Jedoch konnte dies im Tierexperiment nicht zuverlässig bestätigt werden. Heute geht man davon aus, dass Linamarin bestehende Erkrankungen fördern kann, aber nicht die Ursache für eine Erkrankung ist.
Die Bildung von Blausäure aus Linamarin ist ein enzymatischer Prozess und wird durch Linamarase, welches sich in den Zellwänden der Pflanze befindet, verursacht. Aufgrund der Flüchtigkeit von Blausäure wird bei der Verarbeitung zum Nahrungsmittel das Gift durch Bleichen im Sonnenlicht, Kochen oder durch Fermentation entfernt. Auf diese Weise werden Produkte wie Garri, Fufu und Agbelima aus Maniok hergestellt.
In einer Studie aus dem Jahre 2003 wurde mit Hilfe gentechnischer Verfahren die Linamarin-Bildung in der Pflanze reduziert.